# Jeanne Arnould-Plessy

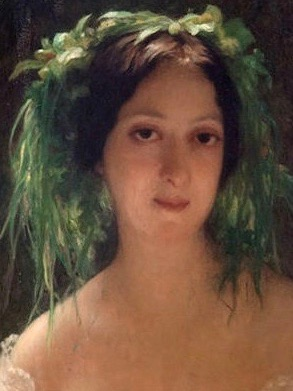
Jeanne Arnould-Plessy.

Jeanne Sylvanie Plessy Arnould, även kallad Arnould-Plessy, född 4 september 1819 i Metz, död den 30 maj 1897 i Salives, var en fransk skådespelerska.
Jeanne Plessy blev, efter att ha varit lärjunge vid konservatoriet, redan 1834 societär vid Théâtre-Français och glänste där genom sin skönhet och sitt oemotståndliga ingénuespel i äldre och nyare roller. 
År 1845 övergav hon plötsligt Théâtre-Français för att i London gifta sig med teaterförfattaren Auguste Arnould. Hon tillhörde därefter franska teatern i Sankt Petersburg, men återvände 1855, efter sin makes död, till Paris och var pensionär vid Théâtre-Français till 1876. 
Efter mademoiselle Mars var Arnould-Plessy nämnda skådebanas kanske bästa älskarinna och grande coquette. Till hennes främsta uppgifter räknas kvinnliga huvudroller i Marivaux komedier, där hennes täckhet och fina nyansering bäst gjorde sig gällande, liksom i Augiers senare skådespel samt i Molières Tartuffe och Le misanthrope.